# (69) Hesperia
(69) Hesperia es un asteroide perteneciente al cinturón de asteroides descubierto el 29 de abril de 1861 por Giovanni Virginio Schiaparelli desde el observatorio astronómico de Brera en Milán, Italia. Está nombrado por Hesperia, un nombre griego de la península italiana.

## Características orbitales
Hesperia orbita a una distancia media del Sol de 2,977 ua, pudiendo acercarse hasta 2,469 ua y alejarse hasta 3,485 ua. Su inclinación orbital es 8,586° y la excentricidad 0,1705. Emplea en completar una órbita alrededor del Sol 1876 días.